# Jackie McNamara
John „Jackie“ McNamara junior (* 24. Oktober 1973 in Glasgow) ist ein ehemaliger schottischer Fußballspieler und heutiger -trainer.

## Karriere
McNamara wurde 1973 in Glasgow geboren, wo sein Vater Jackie sr. zu dieser Zeit als Profifußballer für Celtic Glasgow aktiv war. Er bei begann seine Profilaufbahn bei Dunfermline Athletic als offensiver Rechtsaußen. 1995 kaufte ihn der Glasgower Renommierklub Celtic für 600.000 Pfund Sterling.
1996 konnte er den Titel des Scottish PFA Young Player of the Year, des besten Nachwuchsspielers der Scottish Premier League, gewinnen. Unter Martin O’Neill war er kein uneingeschränkter Stammspieler mehr, blieb aber für die Hoops trotzdem ein wichtiger Spieler.
2004 wurde McNamara von Journalisten zum Spieler des Jahres gewählt. Im Jahr 2005 verließ er den Klub ablösefrei, nachdem er ein Vertragsangebot als ungenügend ablehnte.
Nach starken Auftritten bei den Wolves verletzte sich McNamara schwer am Knie beim Heimspiel gegen Leicester City im September 2005. Erst in der vorletzten Partie gegen Brighton & Hove Albion konnte er wieder eingesetzt werden. 2007 wechselte McNamara zum FC Aberdeen und von dort aus nur weniger als zehn Monate später zum FC Falkirk. Mitte Februar 2010 lieh ihn der Klub danach für einen Monat an den Zweitligisten Partick Thistle aus. Dort unterzeichnete er vor Beginn der Saison 2010/11 auch einen neuen Einjahresvertrag.
Nach seiner aktiven Karriere wurde Jackie McNamara im Mai 2011 zum Trainer von Partick Thistle ernannt. Im Januar 2013 wechselte er zum Ligakonkurrenten Dundee United. Im September 2015 wurde er in Dundee entlassen.
McNamara fuhr 1998 mit Schottland zur Weltmeisterschaft 1998, wo die Bravehearts allerdings in der Vorrunde scheiterten.

## Erfolge
- mit Celtic Glasgow
  - Schottischer Meister (4): 1998, 2001, 2002, 2004
  - Schottischer Pokalsieger (3): 1995, 2001, 2004
  - Schottischer Ligapokalsieger (3): 1998, 2000, 2001